# Rafael Cumsille
Rafael Cumsille Zapapa (Placilla, 26 de diciembre de 1931-Santiago, 20 de junio de 2025) fue un empresario y dirigente gremial chileno. Entre noviembre de 1970, y hasta su muerte en junio de 2025, ejerció como presidente de Confederación Nacional del Comercio Detallista y Turismo de Chile (Confedech) y fundador de la Confederación Nacional de la Micro, Pequeña y Mediana Empresa de Chile (Conapyme), la cual también presidió. Es conocido por su papel en el paro de octubre de 1972 durante el gobierno de Salvador Allende.

## Familia y estudios
Sus padres fueron los inmigrantes palestinos Basilio Cumsille y Matilde Zapapa Saleh, originarios de Beit Sahour. Estuvo casado con Gladys Piddo Dacaret, con quien tuvo cuatro hijos y cinco nietos.
A los 14 años se trasladó a Requínoa y decidió dejar sus estudios escolares en el Liceo de San Fernando para ayudar a sus padres en sus negocios.

## Actividad pública
Fue regidor de Requínoa, representando al Partido Conservador Unido, entre 1956 y 1960.
Desarrolló sus actividades comerciales en San Fernando desde 1960, llegando a ser elegido presidente de la Cámara de Comercio de dicha ciudad. En 1967 fue elegido dirigente nacional de la Confederación Nacional del Comercio Detallista y Turismo de Chile (Confedech), entidad que agrupaba 300 mil dueños de establecimientos comerciales en todo el país y en noviembre de 1970 llegó a ser presidente del organismo gremial, cargo en el que se mantuvo hasta su muerte en junio de 2025. Tuvo una importante participación en el paro de octubre de 1972, durante el gobierno de Salvador Allende, por lo que fue arrestado el 18 de octubre de ese año. Según la periodista Mónica González, fue uno de los conspiradores más activos contra el gobierno de Allende, junto a Jaime Guzmán y representantes de Patria y Libertad.
Posterior al golpe de Estado de 1973, siguió en diversos puestos de representación gremial. Presidió la Confederación de Cámaras de Comercio Americano-Árabes, y fue Vicepresidente de la Confederación de Comerciantes de América. También fue columnista de La Tercera. Mantuvo relaciones con el general Augusto Pinochet.
Intentó sin éxito alcanzar un cupo en Senado por la Región de O'Higgins en las elecciones parlamentarias de 1989, postulando como independiente dentro del pacto Alianza de Centro. En las elecciones parlamentarias de 1993 fue candidato a diputado por el Distrito 34 (San Fernando y alrededores), como independiente dentro de la Unión por el Progreso de Chile, donde tampoco logró ser electo.
Fue electo como presidente para distintos períodos tanto en la Confederación Nacional de la Micro, Pequeña y Mediana Empresa de Chile (Conapyme), como en la Confederación del Comercio Detallista y Turismo de Chile.
En 2006, fue designado por el municipio de San Fernando como ciudadano ilustre.
Falleció el 20 de junio de 2025 a causa de una enfermedad que condujo a su hospitalización.

## Historial electoral

### Elecciones parlamentarias de 1989
- Elecciones parlamentarias de 1989 a senador por la Circunscripción 9 (Región de O´Higgins).[10]

| Candidato                   | Pacto                                      | Partido | Votos   | %     | Resultado |
| --------------------------- | ------------------------------------------ | ------- | ------- | ----- | --------- |
| Nicolás Díaz Sánchez        | Concertación de Partidos por la Democracia | PDC     | 106.182 | 29,68 | Senador   |
| Anselmo Sule Candia         | Concertación de Partidos por la Democracia | ILA     | 105.728 | 29,55 | Senador   |
| Alfonso Orueta Ansoleaga    | Democracia y Progreso                      | RN      | 62.768  | 17,54 |           |
| Manuel Valdés Valdés        | Democracia y Progreso                      | ILB     | 35.764  | 10,00 |           |
| Rafael Cumsille Zapapa      | Alianza de Centro                          | ILD     | 24.952  | 6,97  |           |
| Domingo Durán Neumann       | Alianza de Centro                          | DR      | 15.200  | 4,25  |           |
| Ricardo Hernán Bustos Gómez | Liberal-Socialista Chileno                 | PL      | 7.216   | 2,02  |           |

### Elecciones parlamentarias de 1993
- Elecciones parlamentarias de 1993 a diputados por el Distrito 34 (San Fernando, Chimbarongo, Las Cabras, Peumo, Pichidegua, San Vicente de Tagua Tagua).[11]

| Candidato                 | Pacto                                      | Partido | Votos  | Porcentaje % | Resultado |
| ------------------------- | ------------------------------------------ | ------- | ------ | ------------ | --------- |
| Sergio Morales Morales    | Concertación de Partidos por la Democracia | PR      | 24.565 | 26,75        | Diputado  |
| Hugo Rodríguez Guerrero   | Concertación de Partidos por la Democracia | PDC     | 22.985 | 25,03        |           |
| Juan Masferrer Pellizzari | Unión por el Progreso de Chile             | UDI     | 20.126 | 21,92        | Diputado  |
| Rafael Cumsille Zapapa    | Unión por el Progreso de Chile             | ILB     | 18.979 | 20,67        |           |
| Marcos Medina Soto        | Alternativa Democrática de Izquierda       | PC      | 3.753  | 4,09         |           |
| Marco Muñoz Machuca       | Independientes (Fuera De Pacto)            | IND.    | 1.410  | 1,54         |           |